# Catocala pulverulenta
Catocala pulverulenta är en fjärilsart som beskrevs av Lincoln Pierson Brower 1940. Catocala pulverulenta ingår i släktet Catocala och familjen nattflyn. Inga underarter finns listade i Catalogue of Life.

## Bildgalleri

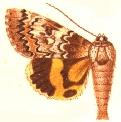
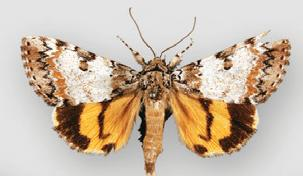